# Odontopeltis cameranii
Odontopeltis cameranii är en mångfotingart som beskrevs av Filippo Silvestri 1895. Odontopeltis cameranii ingår i släktet Odontopeltis och familjen Chelodesmidae. Inga underarter finns listade i Catalogue of Life.